# Aeroportul Internațional Marechal Cunha Machado
Aeroportul Internațional Marechal Cunha Machado (IATA: SLZ, ICAO: SBSL) este un aeroport din Maranhão, Brazilia ce deservește zona São Luís. Aeroportul a fost tranzitat în 2022 de 1.387.827 de pasageri. A fost deschis în 1942 și numit după Hugo da Cunha Machado⁠(d).
Situat la o altitudine de 54 m, aeroportul dispune de 1 pistă. Este operat de Infraero⁠(d).

## Infrastructură

### Piste
Aeroportul dispune de o singură pistă. Pista 6/24 are suprafața de asfalt și dimensiunile 2.385 m × 45 m. 